# Gouvernement Georges Leygues
Troisième République
Gouvernement Alexandre Millerand II Gouvernement Aristide Briand VII
Le gouvernement Georges Leygues dure du 24 septembre 1920 au 16 janvier 1921.

## Composition
| Portefeuille                                                                 | Titulaire | Titulaire                                  | Parti |
| ---------------------------------------------------------------------------- | --------- | ------------------------------------------ | ----- |
| Président du Conseil                                                         |           | Georges Leygues                            | PRDS  |
| Ministres                                                                    |           |                                            |       |
| Ministre des Affaires étrangères                                             |           | Georges Leygues                            | PRDS  |
| Ministre de la Justice                                                       |           | Gustave Lhopiteau                          | RI    |
| Ministre de l'Intérieur                                                      |           | Théodore Steeg                             | PRRRS |
| Ministre des Finances                                                        |           | Frédéric François-Marsal                   | FR    |
| Ministre de la Guerre                                                        |           | André Lefèvre (jusqu'au 16 décembre 1920)  | PRDS  |
| Ministre de la Guerre                                                        |           | Flaminius Raiberti                         | FR    |
| Ministre de la Marine                                                        |           | Adolphe Landry                             | RI    |
| Ministre des Colonies                                                        |           | Albert Sarraut                             | PRRRS |
| Ministre du Travail                                                          |           | Paul Jourdain                              | PRDS  |
| Ministre de l'Instruction publique et des Beaux-Arts                         |           | André Honnorat                             | PRDS  |
| Ministre du Commerce et de l'Industrie                                       |           | Auguste Isaac                              | FR    |
| Ministre des Pensions, des Primes et des Allocations de guerre               |           | André Maginot                              | PRDS  |
| Ministre de l'Agriculture                                                    |           | Joseph-Honoré Ricard                       | SE    |
| Ministre des Travaux publics                                                 |           | Yves Le Trocquer                           | PRDS  |
| Ministre de l'Hygiène, de l'Assistance et de la Prévoyance sociale           |           | Jules-Louis Breton                         | PRS   |
| Ministre des Régions libérées                                                |           | Émile Ogier                                | SE    |
| Commissaires généraux                                                        |           |                                            |       |
| Commissaire général aux Essences et Pétrole                                  |           | Laurent Eynac                              | PRDS  |
| Commissaire général aux Troupes Noires                                       |           | Blaise Diagne (à partir du 9 octobre 1920) | PRS   |
| Sous-secrétaires d’État                                                      |           |                                            |       |
| Sous-secrétaire d'État à la présidence du Conseil et aux Affaires étrangères |           | Charles Reibel                             | RI    |
| Sous-secrétaire d'État à l'Intérieur                                         |           | Robert David                               | PRDS  |
| Sous-secrétaire d'État aux Finances                                          |           | Emmanuel Brousse                           | PRDS  |
| Sous-secrétaire d'État à l'Enseignement Technique                            |           | Pierre Coupat                              | SE    |
| Sous-secrétaire d'État au Ravitaillement                                     |           | Robert Thoumyre                            | PRDS  |
| Sous-secrétaire d'État à l'Agriculture                                       |           | Henri Queuille                             | PRRRS |
| Sous-secrétaire d'État aux Postes et Télégraphes                             |           | Louis Deschamps                            | PRDS  |
| Sous-secrétaire d'État aux Mines et Forces hydrauliques                      |           | Antoine Borrel                             | PRS   |
| Sous-secrétaire d'État à l'Aéronautique et aux Transports aériens            |           | Pierre-Étienne Flandin                     | PRDS  |
| Sous-secrétaire d'État aux Ports, à la Marine marchande et aux Pêches        |           | Paul Bignon                                | PRDS  |
| Sous-secrétaire d'État aux Régions libérées                                  |           | Georges Leredu                             | FR    |

## Politique menée
Il est constitué après la démission du précédent Président du Conseil, Alexandre Millerand qui est élu le 23 septembre 1920 à la Présidence de la République. 
Leygues reconduit le cabinet précédent dans son ensemble. C'est un ministère Millerand sans Millerand. 
Le ministre de la guerre André Lefèvre en désaccord sur la réduction de la durée du service militaire démissionne le 16 décembre. 
Leygues est accusé alors de mollesse vis-à-vis de l'Allemagne et d'être trop soumis au Président Millerand. 

## Fin du gouvernement et passation des pouvoirs
À la mi-janvier 1921, nombre de parlementaires s'irritent du manque de fermeté de Leygues sur le dossier des réparations allemandes.
Le 12 janvier 1921, la Chambre refuse sa confiance à Leygues qui est contraint à la démission.
Millerand nomme le 16 janvier 1921 Aristide Briand à la présidence du Conseil.